# 由良朱合
由良 朱合（ゆら あかり、1999年〈平成11年〉3月12日 - ）は、日本の声優、DJ、グラビアアイドル、タレント。
広島県出身。SPL∞ASH、STU48の元メンバー。

## 略歴
アクターズスクール広島の26期生として入所し、2014年4月29日、HIROSHIMA BACKBEATで行われた『AMAZING LIVE vol.5 〜春のSPL∞ASHカーニバル〜』において、同スクールのアイドルグループ「SPL∞ASH」に加入。同日付で卒業した花岡なつみから、メンバーカラーの“水色”を引き継いだ。
2017年11月11日、『第3回AKB48グループ ドラフト会議』三次審査で最終合格者68名の中に入り、同年12月10日、『第7回AKB48紅白対抗歌合戦』に前座出演。2018年1月21日、TOKYO DOME CITY HALLで開催された『第3回AKB48グループ ドラフト会議』においてSTU48に第3巡目で指名される。これを機にSPL∞ASHおよびアクターズスクール広島を卒業し、STU48メンバーとしての活動を開始する。
2019年7月24日に発売されたシングル「大好きな人」でシングル表題曲初選抜を果たしたが、同年8月11日をもってSTU48としての活動を終了。わずか1年半の在籍だった。
その後、2020年5月18日発売の「週刊プレイボーイ」22号を皮切りにグラビアアイドルとしての活動を始め、同年11月1日にはYouTubeチャンネル『ゆらはいい子』を開設。
2022年10月11日、ゲーム「D4DJ Groovy Mix」の四ノ宮心愛役で声優デビュー。翌2023年7月22日に飛行船シアターで開催された「#D4DJ_DJTIME CLUB」にてDJとしての活動も開始。

## 人物
- 3人姉弟の次女[Blog 3]。
- 愛称は「ゆらりん」[Blog 4]。SPL∞ASH時代は「あかりん」[Blog 4]と呼ばれていたが、AKB48グループ内で“あかりん”の愛称を持つメンバーが2名[注釈 3]いたため、「ゆらりん」になった。ちなみにSHOWROOMでは、ファンのことを「ゆらっこ」と呼ぶ。本人がニックネームの後に「@ゆらっこ」と付け加えるよう推奨している。
- 子供の頃からモーニング娘。のファンで、モーニング娘。みたいなアイドルになることを夢見つつ小学6年の頃からオーディションを多数受けた[動画 3]。
- STU48の石田千穂はアクターズ時代の同期。1期下（27期生）には大谷満理奈がいた[3]。
- TOKYO IDOL FESTIVALにはSPL∞ASH時代の2014年[4]・2015年[Blog 5]・2016年[Blog 6]の3年連続で出演したが、STU48在籍時の2018年は選抜メンバーに入らなかった[12]。
- 好きなアニメに進撃の巨人シリーズや俺の妹がこんなに可愛いわけがない等を挙げている[13][14][15]。また、UniChØrd加入前からD4DJのファンだったという[16]。
- DJを志したきっかけや師匠に高木美佑を挙げている[10][17][18][19]。また、その高木とは共にサウナに出掛けることも多いという。
- 同じUniChØrdのメンバーである天麻ゆうきとの親交が深い[20]。

## STU48で歌唱した楽曲

### シングル選抜楽曲
- 「風を待つ」に収録
  - 出航
  - やがて、菜の花が咲く頃 - 「ドラフト研究生」名義（メインボーカル）
- 大好きな人
  - Which is which?

### 劇場公演ユニット曲
STU48号「GO!GO! little SEABIRDS!!」公演
- 島唄（THE BOOMのカヴァー）
- め組のひと（ラッツ&スターのカヴァー）
- 瞳を閉じて（荒井由実のカヴァー）
- 街の灯り（堺正章のカヴァー）

## 出演

### テレビ番組
- キングオブコント2021（TBS・2021年10月2日） - アシスタントとしてチャンピオン発表時にトロフィーや目録を受け取る[21]
- ゴッドタン「第9回ネタギリッシュNIGHT」（テレビ東京・2021年10月3日） - 御子柴かなと共演[22]

### テレビドラマ
- ラブライブ!スクールアイドルミュージカル the DRAMA（2024年11月22日 - 、毎日放送） - 三笠マーヤ 役[23]

### 雑誌グラビア
- 週刊プレイボーイ（集英社）2020年22号[1]
- 週刊SPA!（扶桑社）2020年6月23日号「美女地図」[注釈 4]
- 週刊ヤングジャンプ（集英社）2020年28号 巻末グラビア[25]
- ヤングアニマル（白泉社）2020年13・14合併号 巻末グラビア[26]
- B.L.T.（東京ニュース通信社）2020年10月号[27]
- BOMB（ワン・パブリッシング）2021年1月号[28]
- 週刊SPA! （扶桑社）2021年10月19日・25日合併号 表紙＆巻中グラビア

### ゲーム
- D4DJ Groovy Mix（2022年、四ノ宮心愛[29]）

### 舞台
- 舞台『宇宙家族ヤマダさん～Super saiyAの逆襲～』（2023年5月31日 - 6月4日、こくみん共済 coop ホール/スペース・ゼロ）OkojoN（オコジョン）役
- スクールアイドルミュージカル（2025年2月9日 - 19日、日本青年館ホール /  4月4日 - 6日、 大阪新歌舞伎座） - 三笠マーヤ 役[30]

### テレビアニメ
- ちいかわ (2024年、グレーの子たち)
- ボールパークでつかまえて!（2025年、ミク[31]）
- 最強の王様、二度目の人生は何をする?（2025年、侍女[32]、リリア・ヘルステア[33]）

## ディスコグラフィ

### キャラクターソング
| 発売日   | 商品名                                 | 歌                                                                                 | 楽曲                                                      | 備考                            |
| 2023年   | 2023年                                 | 2023年                                                                             | 2023年                                                    | 2023年                          |
| -------- | -------------------------------------- | ---------------------------------------------------------------------------------- | --------------------------------------------------------- | ------------------------------- |
| 7月12日  | Synchronicity                          | UniChØrd                                                                           | 「Synchronicity」 「DJ NANMO WAKARAN」 「ハジマリビート」 | ゲーム『D4DJ Groovy Mix』関連曲 |
| 7月12日  | D4DJ Groovy Mix カバートラックス vol.8 | UniChØrd                                                                           | 「INTERNET OVERDOSE」 「回レ!雪月花」                     | ゲーム『D4DJ Groovy Mix』関連曲 |
| 10月11日 | クリカエステップ                       | UniChØrd                                                                           | 「クリカエステップ」 「ピコピコ音頭」 「空想リーパー」    | ゲーム『D4DJ Groovy Mix』関連曲 |
| 12月20日 | D4DJ EXCLUSIVE TRACKS                  | D4DJ ALL STARS                                                                     | 「LOVE!HUG!GROOVY!! +nova」                               | ゲーム『D4DJ Groovy Mix』関連曲 |
| 2024年   |                                        |                                                                                    |                                                           |                                 |
| 4月14日  | 新春エントロピー/第一ミチル体操        | UniChØrd                                                                           | 「新春エントロピー」                                      | 『D4DJ』関連曲                  |
| 4月24日  | D4DJ Groovy Mix カバートラックス vol.9 | UniChØrd                                                                           | 「ハッピーシンセサイザ」                                  | ゲーム『D4DJ Groovy Mix』関連曲 |
| 5月22日  | D4DJ XROSS∞BEAT                        | UniChØrd×Abyssmare                                                                 | 「CYBERPUNK」                                             | ゲーム『D4DJ Groovy Mix』関連曲 |
| 5月22日  | D4DJ XROSS∞BEAT                        | Happy Around!×UniChØrd                                                             | 「バイタルサイン」                                        | ゲーム『D4DJ Groovy Mix』関連曲 |
| 6月19日  | トーキョーオタクデート/AXIS the world  | UniChØrd                                                                           | 「トーキョーオタクデート」 「孤月」                       | ゲーム『D4DJ Groovy Mix』関連曲 |
| 2025年   |                                        |                                                                                    |                                                           |                                 |
| 3月5日   | SUPERSTAR                              | Happy Around!・Peaky P-key・Photon Maiden・Merm4id・燐舞曲・Lyrical Lily・UniChØrd | 「SUPERSTAR」                                             | ゲーム『D4DJ Groovy Mix』関連曲 |
| 3月5日   | INTERNET YAMERO                        | UniChØrd                                                                           | 「INTERNET YAMERO」                                       | ゲーム『D4DJ Groovy Mix』関連曲 |